# Quarto libro dei Maccabei
Il Quarto libro dei Maccabei è un libro scritto in greco, probabilmente tra I e II secolo. È un'omelia o un discorso filosofico che elogia il primato della pia ragione sulla passione. È un'opera che combina l'ebraismo ellenistico con l'influenza della filosofia greca, in particolare la scuola dello stoicismo .
L'opera è in gran parte un'elaborazione delle storie del martirio nel secondo libro dei Maccabei: quello della donna con sette figli e dello scriba Eleazaro, che vengono torturati a morte dal re seleucide Antioco IV Epifane nel tentativo di farli rinunciare alla loro adesione ebraismo. Ciò che 2Maccabei hanno trattato in un capitolo e mezzo, 4Maccabei estende a 14 capitoli interi di dialogo e discussione filosofica. 4Maccabei riformula il racconto come una storia di ragione e logica: i martiri saranno premiati nell'aldilà, quindi è razionale continuare a obbedire alla legge ebraica, anche a rischio di tortura e morte.

## Sinossi
«Potrei dimostrarti da molti e vari esempi che la ragione è dominante sulle emozioni, ma posso dimostrarlo meglio dal nobile coraggio di coloro che sono morti per amore della virtù, Eleazaro e i sette fratelli e la loro madre. Tutti questi, disprezzando le sofferenze che portano alla morte, hanno dimostrato che la ragione controlla le emozioni.» -4Mac 1,7-9
Il lavoro si compone di un prologo e di due sezioni principali. Il primo avanza la tesi filosofica sulla base di esempi tratti dalla Legge di Mosè e dalla tradizione biblica mentre il secondo illustra i punti fatti utilizzando esempi tratti da 2Maccabei: il martirio di Eleazaro e la donna con sette figli sotto il re Antioco IV Epifane dell'Impero Seleucide. Gli ultimi capitoli riguardano le impressioni dell'autore tratte da questi martiri. È stato suggerito che, mentre 2Maccabei è stato scritto facendo appello all'emozione, al sentimento e al dramma (pathos), 4Maccabei sono notevolmente più intellettuali sulla questione. La donna martire discute con calma con i suoi carnefici, spiegando perché le sue azioni sono razionali data la promessa di ricompense di Dio nell'aldilà, simile agli argomenti favoriti dalla filosofia stoica. L'autore di 4Maccabei apprezza comunque il potere di suscitare emozioni. L'opera entra in dettagli più macabri riguardanti i martiri stessi di 2Maccabei; «Anche ora, noi stessi rabbrividiamo nell'udire la sofferenza di questi giovani» (4Mac 14,9).  L'autore ha il chiaro intento retorico di suscitare ammirazione ed emulazione per questi esempi di devozione alla legge ebraica.
L'opera è in greco fluente e complicato usando lo stile argomentativo retorico dell'epoca. Harry Orlinsky lo descrive come "un'elaborata variazione, in vena filosofica e altamente drammatica, del tema" di 2Maccabei 6,18;7,4.  L'opera utilizza allusioni profane all'atletica greca e alle gare militari, definendo Eleazaro un "nobile atleta" e la madre martire dei sette figli un "soldato di Dio". 
L'opera difende i meriti del giudaismo in un mondo ellenizzato. Secondo esso, la pratica devota del giudaismo perfeziona i valori cari in contesti greci e romani, con i martiri presentati in termini che ricordano i saggi greci.

## Autore, data e titolo
L'autore dell'opera è sconosciuto. Il libro è attribuito allo storico ebreo Giuseppe Flavio da Eusebio di Cesarea e San Girolamo, e questa opinione fu accettata per molti anni, portando alla sua inclusione in molte edizioni delle opere di Giuseppe Flavio. Tuttavia, studiosi successivi hanno respinto questa affermazione di paternità. Ci sono differenze di lingua e di stile; 4Maccabei contiene diversi errori storici non presenti nell'opera di Giuseppe Flavio; e l'ideologia dei due sembra in conflitto (Giuseppe preferiva l'accomodamento verso le pratiche dei Gentili, non la posizione intransigente vista in 4Maccabei). L'autore probabilmente non era della Giudea romana, poiché il libro include un piccolo errore geografico sulla disposizione di Gerusalemme; la Giudea era in gran parte di lingua aramaica nell'epoca e il tono dell'opera suggerisce la difesa di una minoranza culturale in un ambiente ellenistico. In quanto tale, era probabilmente un ebreo della diaspora, anche se non è chiaro da dove. Alessandria era il più grande sito di opere letterarie ebraiche greche dell'epoca, ma studiosi come Hans Freudenthal e Eduard Norden pensano che la prospettiva religiosa del libro non corrisponda facilmente al pensiero ebraico alessandrino. Mosè Hadas suggerisce che Antiochia di Siria era un luogo più probabile per la composizione: una città completamente ellenizzata e di lingua greca con un'ampia minoranza ebraica che venerava i martiri, a giudicare dalle successive chiese cristiane dedicate ai "martiri Maccabei" ad Antiochia, così come da un certo uso di parole rare tra le opere alessandrine come 3Maccabei.
Il titolo originale dell'opera, se presente, è incerto. La Septuaginta è ciò che le ha dato il nome moderno di "4Maccabei" per distinguerlo dagli altri Libri dei Maccabei in esso contenuti, ma quasi certamente non era il titolo originale dell'opera. Eusebio e San Girolamo scrissero che l'opera di Giuseppe Flavio sui martiri dei Maccabei - presumibilmente 4Maccabei - era intitolata "Sulla sovranità della ragione", suggerendo che potesse essere il titolo originale. Questo titolo sarebbe coerente con le convenzioni delle opere filosofiche ed etiche greche dell'epoca (ad esempio, "Sulla rabbia", "Sui benefici", "Sulla costanza del saggio" di Seneca). 
Il libro è generalmente datato tra il 20 e il 130 d.C. Elias J. Bickerman suggerisce una data di composizione compresa tra il 20 e il 54 d.C.; Moses Hadas è d'accordo e suggerisce inoltre che forse una data intorno al 40 d.C. durante il regno dell'imperatore romano Caligola sarebbe adeguata. Altri studiosi come André Dupont-Sommer sostengono una data successiva, forse durante il regno dell'imperatore Adriano (118–135 d.C.). 
L'ultimo capitolo differisce dai precedenti nello stile ed è un riassunto alquanto disorganizzato di quanto affermato prima. Secondo alcuni studiosi, questa potrebbe essere la prova che l'ultimo capitolo è un'aggiunta successiva all'opera, sebbene ciò sia controverso. L'argomento a favore del fatto che sia una parte originale della composizione è che il libro avrebbe un finale debole senza il capitolo finale e che lo stile e il vocabolario del capitolo finale non sono così diversi come affermato. Il cambio di direzione con il capitolo 17 supporta la visione dell'opera come omelia tenuta davanti a un'udienza di lingua greca nella festa di Hanukkah, come avanzato da Ewald e Freudenthal, dove questo sarebbe un elemento retorico per attirare gli ascoltatori nel discorso. Altri sostengono che un'omelia dovrebbe essere basata su testi scritturali, cosa che questo lavoro fa solo vagamente. 
In termini di genere, il libro ricorda sia il panegirico o l'encomium (discorsi in onore di una particolare persona o soggetto) sia la diatriba filosofica. L'opera ha un'impronta chiaramente stoica poiché la tesi che cerca di dimostrare è che "la pia ragione esercita dominio sulle emozioni" (4Mac 1,1). L'aggettivo "pio è di fondamentale importanza: l'autore altera l'argomento comune ("la ragione può dominare le emozioni") per suggerire che la mente che è stata allenata alla pietà e agli esercizi nelle pratiche della legge ebraica è attrezzata per esercitare la maestria che l'etica greca loda. L'opera risuona anche con i sentimenti articolati da altre scuole filosofiche come il platonismo.

## Contenuto dottrinale
Lo scrittore crede nell'immortalità dell'anima, ma non accenna mai alla risurrezione dei morti. Si dice che le anime buone vivano per sempre nella felicità con i patriarchi e Dio, ma anche le anime malvagie sono ritenute immortali. L'autore considera la sofferenza e il martirio dei Maccabei come un vicario per la nazione ebraica e l'autore descrive il martirio in generale come un'espiazione per i peccati passati degli ebrei. In questo è simile al Testamento di Mosè, che fu scritto o aggiornato intorno allo stesso periodo, e similmente loda le virtù del martirio e della resistenza. 
Sebbene l'ambientazione del libro sia durante il periodo seleucide della Giudea, si ritiene generalmente che l'autore intendesse applicare le lezioni di quest'epoca al suo tempo attuale. Il libro funziona quindi come un avallo della fedeltà ai costumi e alle leggi ebraiche e contro l'assimilazione alla pratica dei Gentili laddove questa fosse in conflitto con la Torah. 
David A. De Silva ritiene che la rappresentazione dell'opera della fiducia personale e della fedeltà verso Dio sia in linea con la teologia cristiana primitiva; in particolare, sostiene che l'epistola cristiana agli ebrei ha un punto di vista simile sulla questione del significato della fede. L'opera sembra avere anche visioni protocristiane sulla natura dell'espiazione: che il sacrificio di animali al Tempio (impossibile nell'era dei Maccabei, così come per gli ebrei della diaspora nell'era dell'autore) potrebbe essere sostituito da un sacrificio di "obbedienza fino alla morte" da parte di esseri umani fedeli. Sebbene sia difficile saperlo con certezza, De Silva ipotizza anche che il tipo di promozione del valore della Legge ebraica per plasmare una vita etica potrebbe essere stato utilizzato dai cristiani ebrei che cercavano di persuadere i cristiani gentili anche ad adottare un modo ebraico di vita. Questi cristiani ebrei, tuttavia, non hanno lasciato una propria eredità scritta; abbiamo accesso ai loro argomenti solo come si riflette nelle Lettere di San Paolo che denunciano con rabbia la loro comprensione del cristianesimo.

## Canonicità
4Maccabei ha poca influenza sul tardo ebraismo. L'ebraismo ellenistico è svanito con il tempo e il libro non è stato ritradotto in ebraico nella sua epoca. Non era incluso nel canone masoretico delle scritture ebraiche, il Tanakh, e quindi non era considerato canonico dagli ebrei successivi. Le storie dei martiri circolavano tra gli ebrei nella letteratura rabbinica, ma probabilmente da tradizioni indipendenti piuttosto che direttamente da 4Maccabei. 
L'opera è stata preservata in gran parte tra i cristiani. Questi primi cristiani erano interessati alle storie di martirio e generalmente ammiravano lo stoicismo. Il libro sembra essere stato ragionevolmente stimato nella chiesa paleocristiana: sermoni e opere di Giovanni Crisostomo, Gregorio di Nazianzo e Ambrogio mostrano familiarità con 4Maccabei. Il popolare Martirio di Policarpo mostra molte somiglianze con le storie dei 4Maccabei. Nonostante circolassero tra le prime comunità cristiane che usavano versioni della Septuaginta che includevano 4Maccabei, i consigli ecclesiastici erano generalmente più scettici. Non includevano l'opera come canonica né come deuterocanonica. Di conseguenza, non è nel canone biblico per i cristiani moderni. Se il Decreto Gelasiano è preso come una registrazione accurata del "canone damasiano" compilato da Papa Damaso I (366–383 d.C.), allora né 3Maccabei né 4Maccabei erano nell'elenco dei libri canonici della chiesa latina occidentale del IV secolo. Il libro non fu tradotto da Girolamo nella Vulgata latina. Di conseguenza, il lavoro era generalmente ignoto nell'Europa occidentale di lettura latina.
Nell'Oriente di lettura greca, sembra che l'opera fosse più popolare, ma non fu ancora inclusa negli elenchi dei canoni successivi. Il canone ortodosso orientale fu stabilito nel Concilio del Quinisesto a Trullo (692 d.C.). L'elenco dei Trullo includeva i primi tre libri dei Maccabei, ma non includeva 4 Maccabei come canonici. Storicamente, la Chiesa greco-ortodossa e la Chiesa ortodossa georgiana hanno stampato 4 Maccabei nelle loro Bibbie insieme al resto dell'Antico Testamento, ma ciò non implicava che considerassero ufficialmente 4 Maccabei "canonici". Più recentemente, la Chiesa greca lo ha spostato in un'appendice e una recente Bibbia georgiana lo contrassegna come "non canonico". Fu incluso negli ortodossi rumeni del 1688 e nel XVIII secolo nelle Bibbie cattoliche rumene dove era chiamato "Iosif" (Giuseppe Flavio). Oggi non è più stampato nelle Bibbie rumene.
Anche le Chiese ortodosse orientali in lingua siriaca, copta ed etiope non includono il libro come canonico. Alcuni antichi manoscritti della chiesa siro-ortodossa includono l'opera, ma questa tendenza alla fine si fermò.

## Manoscritti e traduzioni
4Maccabei si trova in due dei tre più antichi manoscritti della Septuaginta: il Codex Sinaiticus (IV secolo) e il Codex Alexandrinus (V secolo). Non è, tuttavia, nel Codex Vaticanus. Esistono oltre 70 manoscritti greci di 4Maccabei. 
Sono note quattro traduzioni premoderne di 4Maccabei. Sopravvive una traduzione siriaca completa, così come un adattamento latino sotto il titolo Passio Sanctorum Machabaeorum (La passione dei santi Maccabei). Il testo latino è stato redatto più o meno nello stesso periodo del De Jacob et vita beata di Ambrogio (388), che include una traduzione parziale indipendente di 4Maccabei. La Passio fu probabilmente completata prima dell'apparizione della Bibbia della Vulgata nel 405-406 e fu probabilmente prodotta in Gallia. Frammenti di un copto sahidico abbreviatotraduzione furono scoperti da Enzo Lucchesi negli anni '80. Sono stati modificati e tradotti in inglese. Massimo il Greco ha prodotto una traduzione slava ridotta. 
Dopo l'invenzione della stampa a caratteri mbili, 4Maccabei furono stampati per la prima volta in un'edizione del 1526 della Septuaginta realizzata a Strasburgo, sebbene basata su un manoscritto meno affidabile e con una serie di errori di stampa.